# Dizimieu
Dizimieu – miejscowość i gmina we Francji, w regionie Owernia-Rodan-Alpy, w departamencie Isère.
Według danych na rok 1990 gminę zamieszkiwało 398 osób, a gęstość zaludnienia wynosiła 41 osób/km² (wśród 2880 gmin regionu Rodan-Alpy Dizimieu plasujowała się wtedy na 1235. miejscu pod względem liczby ludności, natomiast pod względem powierzchni na miejscu 1143.).